# Loch Ness

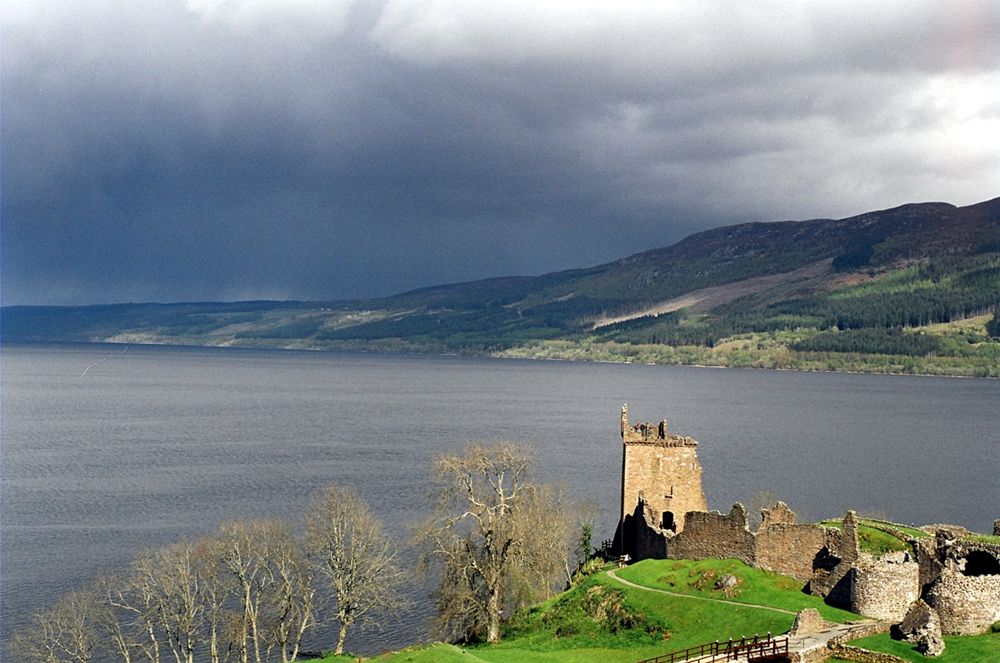

Loch Ness este un lac din nordul Scoției în apropiere de orașul Inverness. În limba scoțiană, cuvântul loch înseamnă "lac". Lacul este foarte spectaculos, având o lungime de circa 37 km și o mare adâncime (230 m), dar foarte îngust (1,6 km). Se spune că în acest lac trăiește un animal de apă misterios și monstruos, care uneori iese la suprafață, denumit în limbaj popular "Monstrul din Loch Ness", poreclit "Nessie". El este cel mai mare lac dintre toate lacurile din Arhipelagul Britanic,al doilea lac ca lungime din Scotia,dar dupa marimea volumului sau, este primul lac ca volum din Insulele Britanice. Cuveta care adăpostește lacului este alcătuita din unele dintre cele mai vechi roci de pe Planetă. În dealurile de deasupra lacului, există o rocă a cărei origine i-a pus în încurcătura pe oamenii de știință. E o gresie de culoare roșie și veche de 350-400 de milioane de ani. Provine din America de Nord (aproximativ 4.800 kilometri depărtare). Aceste roci sunt identice cu cele ce alcătuiesc Munții Catskill. Drumul lacului începe de la nord de Loch Ness, unde patul lacului iese la suprafață. Relieful e format dintr-un tip de rocă gnais lewisian. Gnaisul gri lewisian provine din cea mai veche scoarță terestră, care s-a răcit acum 4,5 miliarde de ani.